# 吸血鬼羅曼史
《吸血鬼羅曼史》（韓語：뷰티풀 뱀파이어），為韓國Oksusu2018年7月13日起播出的網路劇，電影剪輯版於10月8日上映。

## 演员列表

### 主要角色
| 演員   | 角色   | 介紹                      |
| ------ | ------ | ------------------------- |
| 鄭妍周 | 蘭     | 活了500多年的美麗吸血鬼。 |
| 宋江   | 李韶年 | 有著獨特氣味的少年。      |

### 其他角色
| 演員   | 角色     | 介紹                     |
| ------ | -------- | ------------------------ |
| 朴俊勉 | 姜包租婆 | 韶年的母親，蘭的新房東。 |
| 李龍女 | 玉芬     | 肉鋪老闆，蘭的朋友。     |

## 外部連結
- Daum上《吸血鬼羅曼史》的資料

- 韩国电影数据库（KMDb）上《吸血鬼羅曼史》的資料